# Wenera 4
Wenera 4 (ros. Венера 4) – pierwsza udana radziecka sonda kosmiczna przeznaczona do badania Wenus. Jej misja była jednym z największych sukcesów w radzieckich badaniach planetarnych lat 60 XX wieku.

## Przebieg misji
Start sondy nastąpił 12 czerwca 1967 z kosmodromu Bajkonur w Kazachskiej SRR. Podczas lotu przeprowadzono 114 seansów łączności radiowej z przekazywaniem informacji naukowych. W odległości 12 mln km od Ziemi przeprowadzono korektę trajektorii w celu osiągnięcia planety.
18 października 1967, przeleciawszy 350 mln km, Wenera 4 wtargnęła z drugą prędkością kosmiczną w atmosferę Wenus i od aparatu odłączył się lądownik. Zasobnik ten miał postać kuli o średnicy około 1 metra i masie 383 kg. Otoczony był grubym pancerzem ablacyjnym, którego zadaniem było niedopuszczenie do zniszczenia lądownika. Po hamowaniu aerodynamicznym prędkość członu lądującego zmniejszyła się z 10,1 km/s do 300 m/s na wysokości 26 km. Hamowanie aerodynamiczne było tak gwałtowne, że spowodowało wystąpienie przyspieszenia rzędu 300 g. Na wysokości 26 km odpadła górna część pancerza ablacyjnego i spod niej uwolnił się spadochron pomocniczy, stabilizujący opadanie zasobnika, a następnie spadochron główny, który zmniejszył prędkość opadania do 10 m/s. Spadochrony były wykonane z materiału wytrzymałego na działanie temperatur do 720 K.
Jednocześnie z rozwinięciem się spadochronów rozwinęły się anteny kierunkowe, poprzez które radionadajniki lądownika zaczęły przekazywać na Ziemię wyniki pomiarów wykonywanych przez umieszczone w zasobniku przyrządy naukowe. Przyrządy te składały się z dwóch termometrów oporowych. Zmierzyły one, że na północnej półkuli planety temperatura na wysokości 26 km wynosi ok. 40 °C i wzrasta ono o około 10 °C na każdy kilometr spadku lądownika, osiągając przy powierzchni planety wartość 280 °C. W zasobniku umieszczony był również barometr. Zmierzył on, że na wysokości 26 km panuje ciśnienie 1,5 atm, na wysokości 20 km – 3 atm, 15 km _ 5 atm, 10 km – 7 do 10 atm, a na powierzchni planety 15 do 22 atm.
W lądowniku umieszczono także urządzenia analizujące skład chemiczny atmosfery Wenus. Składało się ono z 11 pustych zbiorniczków. Pięć z nich wypełniły się gazem atmosferycznym planety na wysokości 26 km, po czym szczelnie się one zamknęły, a pozostałych sześć – wypełniło się i zamknęło na wysokości 23 km. W zbiorniczkach tych znajdowały się chemiczne pochłaniacze określonych gazów. Wychwytując ten gaz w danym zbiorniczku powodowały one spadek ciśnienia proporcjonalnie do zawartości tego gazu w atmosferze planety. Na tej drodze stwierdzono, że atmosfera Wenus na wysokości około 20 km w 90–95% składa się z dwutlenku węgla, w 0,4–0,8% z tlenu, w 0,1–0,7% z pary wodnej (występuje tylko w górnych warstwach atmosfery). Obecności azotu nie stwierdzono. Zapewne w atmosferze znajduje się także niewielka ilość argonu.
Ogółem przyrządy umieszczone w zasobniku działały 94 minuty. Nie jest znana wysokość, na której lądownik uległ zniszczeniu. Konstruktorzy nie spodziewali się tak wielkiego ciśnienia i temperatury przy powierzchni planety. W zasadniczej części próbnika znajdowały się także przyrządy, które wykonywały badania w przestrzeni międzyplanetarnej i bliższym sąsiedztwie planety.